# Heilsbronn
Heilsbronn là một đô thị ở huyện Ansbach bang Bayern nước Đức. Đô thị Dietenhofen có diện tích 62,23 km², dân số thời điểm ngày 31 tháng 12 năm 2006 là 9263 người.